# Јаванско море
Јаванско море је део Тихог океана и има површину од 310.000 km². Налази се између острва Борнео на северу, Јаве на југу, Суматре на западу и Сулавеси на истоку. На северозападу је преко пролаза Каримата повезан са Јужним Кинеским морем. Риболов је важна економска делатност у Јаванском мору, у коме живи преко 3000 морских животиња. Јаванско море је и популарна туристичка дестинација, нарочито за роњење. Током Другог светског рата, у фебруару и марту 1942. године у њему се одиграла поморска битка током које су снаге Холандије, Велике Британије, Аустралије и САД скоро потпуно уништене покушавајући да одбране Јаву од јапанских напада.

## Географија
Јаванско море покрива јужни део Сундског прага од 1.790.000 km2 (690.000 sq mi). Ово плитко море, има средњу дубину од 46 m (151 ft). Оно је величине од око 1.600 km (990 mi) исток-запад са 380 km (240 mi) север-југ и заузима укупну површину од 320.000 km2 (120.000 sq mi).
Ово море је настало како је ниво мора порастао на крају последњег леденог доба. Његово скоро равномерно равно дно и присуство дренажних канала (који се могу пратити до ушћа острвских река) указују на то да је Сундски праг некада био стабилно, суво, ниско-рељефно копно (пенеплан) изнад којег је стајало неколико монаднока. (гранитна брда која због отпорности на ерозију формирају данашња острва).

### Опсег
Међународна хидрографска организација (IHO) дефинише Јаванско море као једну од вода Источноиндијског архипелага, са следећим критеријумима:

На северу. До јужне границе Јужног кинеског мора [тачка Луципара (3° 14′ S 106° 05′ E / 3.233° Ј; 106.083° И) одатле до Танџонг Нанке, југозападног краја острва Бангка, преко овог острва до Танџонг Бериката, источне тачке (2° 34′ S 106° 51′ E / 2.567° Ј; 106.850° И), до Танџонг Џеманга (2° 36′ S 107° 37′ E / 2.600° Ј; 107.617° И) у Билитону, дуж северне обале овог острва до Танџонг Боероенг Мандија (2° 46′ S 108° 16′ E / 2.767° Ј; 108.267° И) а одатле линија до Танџонг Самбара (3° 00′ S 110° 19′ E / 3.000° Ј; 110.317° И) југозападни крај Борнеа], јужна обала Борнеа и јужна граница Макасарског мореуза [Линија од југозападног екстрема Целебеса (5° 37′ S 119° 27′ E / 5.617° Ј; 119.450° И), кроз јужну тачку Тана Кеке, до јужног екстремног дела Лаоета (4° 06′ S 116° 06′ E / 4.100° Ј; 116.100° И) одатле уз западну обалу тог острва до Танџонг Кивија и одатле преко до Танџонг Петанга, Борнео (3° 37′ S 115° 57′ E / 3.617° Ј; 115.950° И) на јужном крају мореуза Лаоет].
На Истоку. Уз западну границу мора Флорес [Линија од Тг Сарокаја (8° 22′ S 117° 10′ E / 8.367° Ј; 117.167° И) до острва Западни Патерностер (7° 26′ S 117° 08′ E / 7.433° Ј; 117.133° И) одатле до североисточног острва Постиљон (6° 33′ S 118° 49′ E / 6.550° Ј; 118.817° И) и до западне тачке залива Лајканг, Целебес].
На југу. Уз северне и северозападне границе Балијског мора [Линија од западног острва Патерностер до источне тачке Сепанџанга и одатле кроз ово острво до западне тачке залива Гедех на јужној обали Кангеана (7° 01′ S 115° 18′ E / 7.017° Ј; 115.300° И). Линија од западне тачке залива Гедех, острва Кангеан, до Тг Седана, североисточног екстремног дела Јаве и низ источну обалу до Тг Бантенана, југоисточног крајњег дела острва], северне и западне обале Јаве до Јава Хуфда (6° 46′ S 105° 12′ E / 6.767° Ј; 105.200° И) његова западна тачка, а одатле линија до Влаке Хоек (5° 55′ S 104° 35′ E / 5.917° Ј; 104.583° И) јужни крај Суматре.
На Западу. Источна обала Суматре између Влаке Хоек и Луципара Појнт (3° 14′ S 106° 05′ E / 3.233° Ј; 106.083° И).

## Историја
Битка на Јаванском мору од фебруара до марта 1942. била је једна од најтежих поморских битака у Другом светском рату. Поморске снаге Холандије, Британије, Аустралије и Сједињених Држава биле су скоро уништене покушавајући да одбране Јаву од јапанског напада.
Лет 8501 Индонезија ЕрАзија се 28. децембра 2014. срушио у Јаванско море док је био на путу за Сингапур из Сурабаје, Источна Јава. Погинуло је свих 162 путника и чланова посаде.
Дана 29. октобра 2018. године, Лет 610 компаније Лајон Ер срушио се у Јаванско море убрзо након полетања са међународног аеродрома Соекарно-Хата у Џакарти на путу ка аеродрому Депати Амир у Пангкал Пинангу. Претпоставља се да су сви 189 путника и чланова посаде погинули.
Дана 9. јануара 2021, Боинг 737-500 (PK-CLC) који је летео као Сривиџаја Ер Лет 182, срушио се у близини острва Лаки, убрзо након полетања са међународног аеродрома Соекарно-Хата, на путу до међународног аеродрома Супадио, са 50 путника и 12 чланова посаде.

## Економске активности
Јужни део морског дна је одавно препознат као геолошки сличан северној Јави, где се налазе нафтна поља и простиру се испод мора. Изгледи су такође повољни за нафтна поља у водама југоисточног Калимантана. Као локација успешног истраживања нафте и природног гаса, Јаванско море је постало основа извозног програма Индонезије.
Риболов је важна економска активност у Јаванском мору. Преко 3.000 врста морског живог света се налази у овој области. Бројни национални паркови постоје у области као што је Каримунџава. Хиљаду острва се налазе северно од главног града Џакарте и једино су градско регентство.
Подручје око Јаванског мора је такође популарна туристичка дестинација. Роњење пружа могућности да се истражују и фотографишу подводне пећине, олупине, корале, сунђере и други морски живот.